# لی تامپسون
لی تامپسون (انگلیسی: Lea Thompson؛ زاده ۳۱ مهٔ ۱۹۶۱) هنرپیشه اهل ایالات متحده آمریکا است. وی از سال ۱۹۸۲ میلادی تاکنون مشغول فعالیت بوده‌است.

## گزیده فیلم‌شناسی
از فیلم‌ها یا برنامه‌های تلویزیونی که وی در آن نقش داشته‌است می‌توان به آثار زیر اشاره کرد.
- آرواره‌ها ۳ (۱۹۸۳)
- تمام حرکات درست (۱۹۸۳)
- سپیده‌دم سرخ (۱۹۸۴)
- بازگشت به آینده (۱۹۸۵)
- کمپ فضایی (۱۹۸۶)
- هاوارد اردکه (۱۹۸۶)
- سکس سرسری؟ (۱۹۸۸)
- بازگشت به آینده قسمت ۲ (۱۹۸۹)
- بازگشت به آینده قسمت ۳ (۱۹۹۰)
- دنیس تهدید (فیلم) (۱۹۹۳)
- جی. ادگار (۲۰۱۴)
- جا مانده (۲۰۱۴)
- تابستان پینگ پنگ (۲۰۱۴)
- اسکورپیون (۲۰۱۶)
- سیرا برگس یک بازنده است